# الدوري التونسي لكرة اليد 1966–67
الدوري التونسي لكرة اليد 1966-1967 هو الدورة 12 من الدوري التونسي لكرة اليد للرجال. شارك فيها 13 فريقا.

فاز بهذا الموسم الترجي الرياضي التونسي، وجاء ثانيا النادي الإفريقي.

## روابط خارجية
- الموقع الرسمي للجامعة التونسية لكرة اليد.